# Jim O'Rourke
Jim O'Rourke (* 18. ledna 1969 USA) je americký muzikant a hudební producent. Dlouhou dobu byl součástí chicagské hudební scény, od roku 2000 pak přesídlil do New Yorku. Spolupracoval s mnoha hudebníky jako je Thurston Moore, Derek Bailey, Loren Mazzacane Connors, Nurse With Wound, Fennesz, Organum, Henry Kaiser, Flying Saucer Attack a Joanna Newsom.